# نفايات خطرة
تم تعريف النفايات الخطرة من قبل وكالة حماية البيئة الأمريكية بأنها نفاية أو خليط من عدة نفايات تشكل خطراً ،(EPA) على صحة الإنسان أو الكائنات الحية الأخرى سواء على المدى القريب أو البعيد، كونها؛ )أ( غير قابلة للتحلل وتدوم في الطبيعة، (ب) أو أنها قد تسبب آثاراً تراكمية ضارة". وهناك تعريف آخر للنفايات الخطرة من قبل الحكومة البريطانية، وهو؛ "أن النفايات الخطرة عبارة عن مواد سامة أو ضارة بالصحة العامة أو أنها مواد ملوثة تؤدي إلى إحداث أضرار بالبيئة مما يشكل خطراً على صحة الإنسان والكائنات الحية نتيجة تلوث عناصر البيئة بهذه المواد وخاصة مصادر المياه السطحية والجوفية.
للسيطرة على النفايات الخطرة والحد من أضرارها على البيئة والصحة العامة، قامت العديد من الدول بوضع تشريعات للسيطرة على النفايات الخطرة والتخلص منها بطرق آمنة للحد من مخاطرها المحتملة على الإنسان، والحيوانات والنباتات، ولكن هذه الضوابط كانت قد أدخلت مؤخراً وأن تطبيقها يتم نسبيا لوجود كثيرٍ من التجاوزات التي تتم خارج نطاق السيطرة الرقابية، حيث أن هناك الكثير من الحالات التي يتم اكتشاف مستويات خطرة من المواد السامة فيها، وقد تسببت النفايات الكيميائية السامة في تلوث إمدادات المياه الجوفية، والمياه السطحية في المناطق المحيطة بها رغم عدم انتقال كميات كبيرة من تلك النفايات من موقعها. كما أن وجود مدفن قديم لنفايات سامة غير معروف لمالك عقار جديد في منطقة المدفن، قد يؤدي إلى تلوث المياه الجوفية المستخدمة من قبل مالك العقار، وأن الغازات الناجمة عن تحلل النفايات الصلبة السليلوزية قد تؤدي إلى قتل الغطاء النباتي وإلى خطر الانفجار في حال اشتعالها. كذلك النفايات السامة المتسامية فإنها تتحول من صلبة إلى سائلة أو غازات تتسرب بعد دفنها من خلال التربة وتؤدي إلى تلوث المياه الجوفية، والتربة، والنباتات ومراعي الماشية.
هناك أنواع كثيرة من النفايات الخطرة، ولسهولة تصنيف هذه النفايات فقد تم وضعها في خمسة مجموعات رئيسية، وهي:
1. مواد مشعة
2. مواد كيميائية
3. نفايات بيولوجية
4. نفايات قابلة للاشتعال
5. متفجرات

## المواد المشعة
المواد المشعة هي تلك المواد التي تصدر عنها إشعاعات أيونية تشكل خطراً على الكائنات الحية التي تتعرض لها، وتتصف المواد المشعة بأنها تبقى تشع فترة طويلة من الزمن، وأن الإشعاعات الصادرة عنها تتراكم في جسم الكائن الحي إلى أن تصل إلى الجرعة الكافية لإحداث الضرر.
إن التخلص من النفايات المشعة يجب أن يخضع لأشد الإجراءات الوقائية، وتحت رقابة صارمة من قبل الهيئات الرسمية بإشراف أشخاص متخصصين على درجة عالية من الكفاءة. يتم تخزين النفايات المشعة في مواقع خاصة بها بعيدة عن أية نفايات أخرى، حيث يتم تهيئة هذه المواقع على أعماق بعيدة عن سطح الأرض، وغير قريبة من مصادر المياه الجوفية، وأن كثير من الدول تلجأ إلى وضع النفايات المشعة داخل كبسولات من الرصاص بسماكة كافية لمنع تسرب الإشعاعات منها وإحكام غطائها جيداً ومن ثم دفنها على عمقٍ كافٍ في باطن الأرض حتى لا يتمكن أحد من الوصول إليها، كما أنه يمكن إنشاء خزانات إسمنتية بسماكة كافية تحت سطح الأرض مبطنة بالرصاص، يتم تخزين النفايات المشعة فيها فترة طويلة تتعدى فترة نصف العمر للعنصر المشع في النفايات.

## المواد الكيميائية
تصنف العديد من المواد الكيماوية على أنها مواد خطرة، وقد وضعت وكالة حماية البيئة الأمريكية EPA قائمة بتلك المواد من أجل السيطرة عليها عندما يراد التخلص منها، حيث أن بعض المواد الكيماوية تكون قابلة للاشتعال أو الانفجار، وفي أيٍ من هاتين الخاصيتين فإنه يجب التعامل معها بما يكفل عدم حدوث خطر الانفجار أو الاشتعال. يتم التخلص من النفايات الكيماوية بوضعها داخل براميل معدنية مبطنة بمواد غير قابلة للتفاعل معها، أو بوضعها داخل خزانات إسمنتية تحت الأرض مبطنة بالزجاج أو بمادة فايبرجلاس.

## النفايات البيولوجية
تضم هذه المجموعة النفايات الطبية والنفايات الناتجة عن الأبحاث البيولوجية، وتشمل اللفافات الطبية الناتجة عن أقسام الطوارئ وغرف العمليات في المستشفيات وعن العيادات الطبية، بالإضافة إلى السرنجات والأنسجة الآدمية، ووحدات الدم التالفة، وجثث الحيوانات النافقة، وكذلك العقاقير الطبية التي انتهت صلاحيتها.
بعض هذه النفايات قد يكون سام، وبعضها الآخر يشكل خطراً على الصحة نتيجة التلوث الجرثومي، لذلك يجب التعامل معها بعناية كافية لضمان عدم تأثيرها على الصحة العامة، وخاصة لدى الأشخاص الذين يتعاملون معها سواء في جمعها أو نقلها وتصريفها، ويمكن تجميعها داخل أكياس ورقية مبطنة بمادة شمعية، أو في أكيس بلاستيكية، ووضعها داخل أوعية معدنية مبطنة.

## النفايات القابلة للاشتعال
غالباً ما تكون هذه النفايات من مواد كيماوية على شكل سائل أو غاز أو صلب، وقد تم التعريف بالنفايات الكيماوية في البند 2( السابق، والنفايات القابلة للاشتعال غالباً ما تكون مواد ( سائلة، مثل؛ المواد البترولية، المذيبات، اللدائن، والحمأة الناتجة عن بعض الصناعات الكيماوية، حيث يتم التخلص من هذه النفايات بوضعها داخل براميل أو دبايات معدنية خاصة.

## المتفجرات
إن النفايات القابلة للانفجار غالبا ما تكون من مصادر الصناعات العسكرية، والمتفجرات التي تستخدم من قبل الجيوش، وهناك أيضاً بعض الغازات الصناعية تأتي تحت تصنيف المواد المتفجرة، ويتم التخلص من هذه المواد بتخزينها في عبوات مقاومة للصدمات وفي درجة حرارة مناسبة تحول دون تفجرها.

## طرق المعالجة والتصريف
يجب التمييز بين طرق معالجة النفايات وطرق تصريفها، فالمعالجة تهدف إلى تحويل المواد الخطرة إلى مواد غير ضارة أو أقل خطورة، أو تحويل خواصها الطبيعية والفيزيائية من أجل تسهيل عملية تصريفها أو التخلص منها.
إن اختيار طرق المعالجة والتصريف المناسبة يعتمد على نوع النفايات ودرجة خطورتها وكميتها، وفيما يلي بعض الخيارات المتاحة لهذه الغاية:
1. إعادة التدوير والاسترداد.
2. تغيير الخواص الكيميائية أو الفيزيائية وذلك باستخدام إحدى أو بعض الطرق التالية:
  1. الحرق
  2. التحلل الحراري
  3. المعالجة البيولوجية
  4. المعالجة الكيماوية
  5. المعالجة الفيزيائية
  6. الكبسلة
3. التخفيف، والتصريف
4. التخزين: وذلك باستعمال مخازن دائمة تحت سطح الأرض؛ مناجم، أو صوامع، أو مستودعات على شكل خزانات تبنى تحت الأرض تكون عازلة لمنع التسرب إلى المياه الجوفية.

يجب أن يكون لدى السلطة الحكومية المعنية بصحة وسلامة البيئة أنظمة معتمدة للتحكم بالنفايات الخطرة قبل التخلص منها، وذلك باستخدام نموذج خاص تدون فيه البيانات المتعلقة بالنفايات الخطرة يملأ من قبل صاحب العلاقة يبين فيه؛ نوع النفايات، وكميتها، ومعلومات أخرى محددة خاصة بالنفايات، ويتم على ضوء هذه المعلومات تحديد الطريقة المناسبة للتخلص النهائي منها.
وفي هذا المقال سوف يتم التركيز على مجموعة النفايات البيولوجية الخطرة، والتي تشمل النفايات الطبية الناجمة عن المستشفيات، والعيادات والمختبرات الطبية، ومراكز البحوث البيولوجية.

## التخلص من النفايات الطبية
أدى الفشل في إدارة النفايات الطبية إلى وقوع عدد من الحوادث بين العاملين في تصريف النفايات وبين بعض أفراد الجمهور نتيجة تعرضهم لهذه النفايات، حيث أن النفايات الطبية ضارة والحوادث التي تنطوي عليها تثير قلقا كبيرا بإحداث إصابات مرضية قد تكون مزمنة أو معدية بين الأشخاص الذين يتعرضون لها، وأن المواد الحادة تكون مسئولة عن العديد من الإصابات بين العاملين في التخلص من النفايات وخاصة الذين يقومون بعمليات الفرز لاسترجاع بعض المواد القابلة لإعادة التدوير.
يمكن تعريف النفايات الطبية على أنها "جميع النفايات الناتجة الممارسات الطبية، والتمريض، وطب الأسنان، والطب البيطري، والعمليات الصيدلانية أو ما شابه ذلك من ممارسات، بالإضافة إلى النفايات الناتجة عن عمليات العلاج، والاستقصاء عن أمراض، والبحوث التي تستخدم فيها مواد ملوثة، أو حاوية على مواد سامة أو خطرة، وتشمل النفايات الطبية كذلك؛ الأنسجة والإفرازات الآدمية والحيوانية، والعقاقير والمنتجات الطبية، والمساحات والضمادات وأية مواد مشابهة، بالإضافة إلى المواد المشعة المستخدمة في المستشفيات.
تصنف النفايات الطبية ضمن خمسة مجموعات، وهي؛
المجموعة أ:
1. الضمادات الجراحية والممسحات الصلبة، وجميع المواد الأخرى . الملوثة الناتجة عن أماكن المعالجة الطبية.
2. المواد الناتجة عن حالات الأمراض المعدية.
3. جميع الأنسجة البشرية (سواء كانت مصابة أم لا)، وجيف . الحيوانات، والأنسجة والممسحات الناتجة عن المختبرات، وجميع ما يتصل بها من مواد.
المجموعة ب:
السرنجات والإبر المستعملة، واللفائف، والزجاج المكسور، وأية أدوات حادة أخرى.
المجموعة ج:
جميع نفايات المختبرات وغرف التشريح (غير تلك التي وردت في المجموعة "أ").
المجموعة د:
بعض النفايات الصيدلانية، مثل؛ النفايات الزئبقية والتي يجب معالجتها والتخلص منها بعناية خاصة.
المجموعة ه:
أغطية الأسرة التي يتم التخلص منها، وأوعية البول والغائط، ولأكياس المستخدمة لهذه المواد.
مصادر النفايات الطبية
فيما يلي بعض من المصادر الرئيسية للنفايات الطبية:
المستشفيات والعيادات الطبية في القطاع العام.المستشفيات والعيادات الخاصة.مؤسسات تعليم الطب العام، وطب الأسنان، والطب البيطري.عيادات التحصين والتطعيم ضد الأمراض.مختبرات الصحة العامة.مؤسسات البحوث الطبية.مراكز نقل الدم.عيادات الجراحات الطبية العامة.عيادات معالجة الأسنان.مراكز المعالجة والمختبرات البيطرية، ومتاجر الحيوانات الأليفة وأماكن إيوائها.أية أماكن أخرى يتم فيها إجراء فحوصات ومعالجة طبية.إدارة النفايات الخطرة
فرز ونقل وجمع النفايات الطبية
تتمثل الإدارة الناجحة في التخلص من النفايات الطبية بفصلها من المصدر عن النفايات العامة غير الطبية، حيث أن النفايات غير الطبية
يتم فصلها وجمعها بسهولة مع النفايات العامة المنزلية، وفق أنظمة الجمع والنقل والتصريف المعتمدة لدى البلديات. أما النفايات الطبية فإنها تحتاج إلى عناية خاصة في عمليات الفرز، والجمع، والتخزين والنقل، وفي هذه المراحل المختلفة فإن كثيراً من الأخطاء قد تحدث وخاصة في عمليات الفرز مما يؤدي إلى إصابات ضارة للعاملين في جمع ونقل النفايات، لذلك فإنه يجب استخدام نظام ناجح لفرز النفايات الطبية، يعتمد استخدام أكياس ملونة تحمل أرقام خاصة تحدد نوع النفاية ومستوى خطورتها لمنع اختلاطها بالنفايات العامة، بحيث يتضمن هذا النظام العمليات التالية؛
1. استخدام أكياس سوداء للنفايات المنزلية العادية.
2. استخدام أكياس صفراء لجميع النفايات الموجهة لعمليات الحرق.
3. استخدام أكياس صفراء مع عصابة سوداء للنفايات التي يفضل التخلص منها عن طريق الحرق أو بالدفان بعد إجراء عمليات فصل ومعالجة خاصة لها.
4. استخدام أكياس زرقاء أو شفافة خفيفة مع نقوش زرقاء خفيفة . عليها، للنفايات التي يلزم معالجتها بالضغط والتعقيم الحراري.

## جمع ونقل النفايات الطبية
يتم نقل النفايات الطبية من أماكن تولدها إلى مواقع معالجتها والتخلص النهائي منها، وقد تختلف رحلة نقلها إلى موقع محارق النفايات من رحلة قصيرة ومباشرة إلى رحلة طويلة معقدة بعيدة عن مواقع دفان النفايات أو المحارق المركزية، ويبقى المهم اجراءات السلامة في التعامل مع النفايات الطبية للحد من خطورتها على المتعاملين بها، وذلك باحكام اغلاق العبوات المستخدمة لاحتوائها بشكل جيد لمنع انسكابها، واستخدام أكياس مزدوجة لمنع أي تسرب.
يجب استخدام حاويات ومركبات محكمة الاغلاق لنقل النفايات الطبية، ويمكن أن تستخدم الحاويات مرة واحدة أو إعادة استخدامها، وأن تكون مزودة بأغطية ذاتية الإغلاق، ويجب أن تكون أغطيتها قوية بما يكفي لتحمل عملية تفريغها، وأن يكون تصميمها ملائما لتحميلها بأمان وسهولة في سيارات النقل، وأن تكون سهلة التنظيف. كما يجب أن تكون المركبات المستخدمة لنقل النفايات الطبية إلى مواقع التخلص منها، ذات مستوى عال الجودة، وأن تتوافق مع المعايير التالية:
1. ان يكون جسم السيارة مغلق تماما.
2. وجود فصل بين النفايات الطبية عن غير الطبية.
3. أن تكون سهلة التنظيف.
4. أن تكون قوية ومتينة.

كما يجب متابعة دورية جمع النفايات، وأن يكون تخزينها لأقصر فترة ممكنة، وأن يتم ذلك في أماكن خاصة يفضل أن تكون مبردة.

## طرق التخلص من النفايات الطبية
الحرق
إن الحرق هو الطريقة المستخدمة عادة لمعالجة النفايات الطبية والتخلص منها، وقد يتم ذلك في موقع تولدها داخل حرم المستشفى، ولكن من الأفضل نقلها إلى محرقة خاصة بالنفايات الطبية يتم إنشاؤها في موقع مناسب بعيداً عن المناطق السكنية يتم تشغيلها والإشراف عليها من قبل السلطة المختصة في إدارة النفايات البلدية الصلبة، وذلك لتفادي المشاكل المترتبة على عمليات النقل والتخزين لتلك النفايات.
هناك بعض الصعوبات في تصميم محارق النفايات الطبية، مرتبطة باختلاف أنواع النفايات الطبية والتغيرات التي تطرأ في مكوناتها، لذلك فإنه يجب أخذ الأمور التالية بعين الاعتبار في تصميم محارق النفايات الطبية وتشغيلها؛
A. تسليم النفايات
أن يتم نقل النفايات الطبية داخل أكياس ملونة تحمل رموز رقمية تحدد محتواها، وأن تكون جاهزة لعمليات الحرق.أن يتم نقلها في مركبات خاصة وآمنة.استخدام حاويات آمنة.استخدام حاويات خاصة للمخلفات الطبية الحادة.
B. تخزين النفايات
أن يتم التخزين في موقع المحرقة.أن تكون غرفة التخزين جيدة التهوية.أن تكون مدة التخزين قصيرة لا تزيد على يومين.يفضل الحرق الفوري للنفايات حال وصولها.
C. تشغيل المحرقة
أن تتوفر طاقة حرارية عالية للتشغيل.أن يتم نقل النفايات آلياً إلى الحارق بمعدل 0.25 طن / ساعة.أن لا تقل درجة حرارة الحارق عن 900 درجة مئوية عند البدء بالتشغيل، وأن لا تقل عن 800 درجة مئوية أثناء عملية الحرق.أن لا تقل مدة تعرض النفايات للحرق عن 10 ثوان في درجة الحرارة المذكورة.السيطرة على الانبعاثات الغازية والغبار الصادرة عن المحرقة، والحد من انبعاثها للجو.أن تكون المداخن مصممة بشكلٍ جيد، و مزودة بمرشحات لخفض حرارة الانبعاث بحيث لا تزيد على 150 درجة مئوية.وضع ضوابط للسيطرة على أي خلل قد يحدث أثناء عملية تشغيل المحرقة.
D. التخلص من مخلفات الحرق
يتم التخلص من مخلفات حرق النفايات الطبية في مواقع الدفان. يجب إتباع إجراءات السلامة أثناء نقل تلك المخلفات ودفنها.
E. التكاليف
تعتمد تكلفة معالجة النفايات الطبية بالحرق على مستوى كفاءة المعالجة، واستمرار عملية تشغيل المحرقة، حيث يتم احتسابها بناءً على كمية النفايات.
الدفان في المكبات
يمكن استخدام عملية الدفان للتخلص من كميات كبيرة من النفايات الطبية، ولكن ليس لجميع تلك النفايات، حيث أن التخلص من النفايات الطبية بالدفان يتطلب إجراءات آمنة تتمثل بعمليات التغليف والنقل، وخاصة للمواد الحادة والملوثة منها. كما أن وجود مضادات حيوية ضمن النفايات الطبية قد يؤدي إلى إحداث خلل في النشاط البيولوجي في موقع الدفان، ويجب أخذ هذا الأمر بعين الاعتبار عند التخلص من المضادات الحيوية.
إن نقل النفايات الطبية إلى مواقع دفن النفايات يحتاج لاهتمامات خاصة، وذلك بوضعها في حاويات ومركبات ذات معايير معتمدة، حيث أن مشاكل كثيرة قد تحدث في حالة النقل المشترك للنفايات الطبية مع النفايات البلدية، وخاصة في حالة نقلها إلى محطات تحويل يكون فيها تقطيع النفايات وضغطها وتحزيمها جزء أساسي من عمليات تجهيز النفايات ونقلها. لذلك فإنه يجب نقل النفايات الطبية من مصدرها مباشرة إلى مواقع الدفان منفصلة عن النفايات البلدية، بحيث تصل في أكياس وحاويات غير تالفة، ويفضل استخدام حاويات ضاغطة خاصة بالنفايات الطبية لنقلها إلى مواقع الدفان لتجنب أية حوادث عرضية لها. كما يجب أن يكون موقع دفان النفايات الطبية محاط بسياج، وأن يتم وضع النفايات الطبية داخل حفر مخصصة لهذه الغاية، وطمرها للتغطية بمواد مناسبة بسمك 0.5 متر على الأقل بحيث لا تتأثر بعمل الآليات في الموقع، ويجب أن لا تزيد كمية النفايات الطبية عن % 10 من حجم النفايات البلدية العامة غير الخطرة التي ترد للموقع.

## وصلات خارجية
مركز البيئة للمدن العربية
- المكتبة الوطنية الأمريكية للطب بيانات المواد الخطرة (HSDB)
- وكالة المواد السامة وسجل الأمراض
- وكالة حماية البيئة - صفحة النفايات الخطرة
- وكالة حماية البيئة الأمريكية - تنظيف النفايات الخطرة ونظام المعلومات